# 理查·德·雷里德
理查·德·雷里德（英語：Richard de Ledrede／Richard Ledred；出生年不明—1360年或1361年），是14世紀的愛爾蘭神職人員，曾任奧索里主教。雷里德最知名的事蹟是在愛麗絲·吉蒂勒審巫案中作為事件的主要推手，致力於將吉蒂勒夫人定罪為女巫，最終導致吉蒂勒夫人的僕人彼得羅妮拉·德·米斯與其他涉案人士被處以火刑。他又被稱呼為「異端與巫術之鞭」（英語：Scourge of heresy and witchcraft）。

## 生平
雷里德有可能出生於1260年至1270年之間，因為在大約1356年時有報導指出當時的雷里德是位百歲老人，不過這篇報導被認為有誇大其實的成份在。有人認為他的名字是來自英格蘭薩里郡的萊瑟希德市，但這點可能也是錯的，因為有其他證據顯示雷里德的家庭實際上是來自索美塞特郡。
雷里德是方濟各會的成員，他也是一個著迷於教會和道德規定的人。1317年4月，教宗若望二十二世將他任命為奧索里主教。同年10月，雷里德抵達奧索里，並開始主持教會會議。8月，若望二十二世寄了一封信給愛爾蘭的最高司法官，在信中他關心了地方上因雷里德的騷擾和監禁所產生的怨言。
1324年，雷里德指控愛麗絲·吉蒂勒和她的同伴為巫師、異端。一開始，雷里德試圖將吉蒂勒逮捕，吉蒂勒則向她那些握有權力的朋友們求援，而這讓雷里德遭到了阿諾·勒·波爾爵士（Sir Arnold le Poer）的囚禁和審問。雷里德寫信給愛爾蘭大法官羅傑·奧特洛（Roger Utlagh／Outlaw），要求將她逮捕，但他卻沒料到奧特洛大法官其實是吉蒂勒夫人的姻親，作家奧法拿根（O'Flanagan）將羅傑描述為「不像他人那麼迷信，又或者該說他更願意幫助他的親戚」。
雷里德並沒有因此氣餒，在重獲自由之後，他再度嘗試將吉蒂勒監禁起來。這次他直接忽視了來自大法官的傳喚，使得他的主教轄區被教會下了禁令。雷里德援引了信仰保護法令（Ut inquisitions，1298年），要求世俗權力必須在教會面前讓步，這在後來的整場審判中成為了吉蒂勒辯護方的棘手難題。
經過數個月的僵持，吉蒂勒的其中一位僕人彼得羅妮拉·德·米斯因忍受不住酷刑而承認自己是女巫。透過奧特洛大法官的協助，吉蒂勒最後成功逃離了基爾肯尼，但彼得羅妮拉卻在1324年11月3日被處以火刑。在此之後，雷里德則繼續追捕她那些位於勞動階級的同夥，向他們一一提出指控。
1328年，最高司法官湯瑪斯·菲茨約翰（Thomas FitzJohn）向國王寄送了奧索里人民針對雷里德所提出的起訴書，他扣押了雷里德的宗教財產，並將他傳喚到都柏林。1329年6月，雷里德無視國王對他發出的王室傳喚並逃離了愛爾蘭。王室發布了針對他的逮捕令。英王愛德華三世要求若望二十二世對付雷里德，而都柏林大主教亞歷山大·比克諾則開除了雷里德的教籍。
1331年5月，在教宗的要求之下，愛德華三世歸還了雷里德的宗教財產。1333年，雷里德回到英格蘭。若望二十二世敦促愛德華三世協助雷里德和其他愛爾蘭高級教士對抗異教徒。1335年11月，教宗本篤十二世代表雷里德寫信給愛德華三世。1339年6月，愛德華三世下令將針對雷里德的令狀撤銷。1347年4月，雷里德獲得了王室赦免，他從國王手中拿回宗教財產，並回到了他的主教轄區。
1351年，雷里德拒付針對神職人員的王室稅金，這使得1347年的赦免被撤回，他的宗教財產又被收了回去。1355年，雷里德再度獲得了王室赦免，他又成功從國王手中拿回宗教財產。不過他也被指控煽動了一場對小修道院的暴力襲擊。1356年至1357年，英國大法官、約克大主教索爾斯比的約翰起草了一封給教宗的信，要求教宗將雷里德解職，並指控他的年老糊塗、瘋狂及對教區內教徒的迫害。
雷里德大約死於1360年或1361年。他著有《奧索里紅皮書》，書裡頭收錄了他所創作的六十首拉丁文讚美詩。此書目前被保存在聖卡尼斯座堂中。